# Andrés Martínez
Andrés Martínez (Pando, 16 de outubro de 1972) é um ex-futebolista uruguaio que atuava como meia.

## Carreira
Andrés Martínez integrou a Seleção Uruguaia de Futebol na Copa América de 2001.[carece de fontes?]